# Dalarnas Fotbollförbund
Der Dalarnas Fotbollförbund (dt. Fußballverband von Dalarna) ist ein regionaler Fußballverband in Schweden. Er ist einer der 24 Mitgliedsverbände des Svenska Fotbollförbundet. Er hat seinen Sitz in Falun und organisiert den Fußballspielbetrieb in der ehemaligen Provinz Dalarna. Der Verband besteht derzeit aus 91 Mitgliedern und wird durch Lars Norman geleitet.

## Mitgliedsvereine
| - AIKF i Borlänge - Amsbergs SK - Äppelbo AIK - Aspeboda SK - Avesta AIK - Avesta DFK - Bjursås IK - Boda Ore SK - Borlänge FK - Brittsens FK - Bullermyrens IK - Dala-Floda IF - Dala-Järna IK - Dalkurd FF - Djurmo Sifferbo IF - Envikens IF - Falu BS FK - Falu FK - Färnäs SK - Fors IK - Forssa BK - Gagnefs IF - Grycksbo IF BK - Gustafs GoIF - Hälsinggårdens AIK - Horndals IF - Hulåns IF - Husby Allmänna IK - Idre SK - IF Garparna FK - IF Noretpojkarna | - IF Nornan - IF Tunabro - IF Vikapojkarna - IF Vulcanus - IFK Grängesberg FK - IFK Hedemora FK - IFK Ludvika - IFK Mora FK - IFK Rättvik FK - IFK Våmhus - IK Brage - IK Segro - Insjöns BK - Islingby IK - Korsnäs IF FK - Krylbo IF - Kvarnsvedens IK - Långshyttans AIK FK - Leksands IF FK - Ludvika FK - Malungs IF - Mockfjärds BK - Näs IF - Nås IF - Nusnäs IF - Nyhammars IF - Ornäs BK - Orsa IF FK - Sågmyra IF - Sälens IF | - Samuelsdals IF - Särna SK - Säters IF FK - Selja-Långlets IK - Siljansnäs IF - Skogsbo-Avesta IF - Slätta SK - Smedjebackens FK - Söderbärke GOIF - Sollerö IF - Stora Skedvi IK FF - Stora Tuna IK - Sundborns GOIF - Sunnansjö IK - Svärdsjö IF - Swedish Somali FC - Tällbergs IF - Tofta GF - Torsångs IF - Ulfshyttans IF - Vansbro AIK FK - Venjans AIK - Vika IF - Vikarby IK - Vikmanshyttans IF - Åsens SK - Älvdalens IF FK - Älven Futsal Club - Öna SK - Östansbo IS |

## Ligabetrieb

### Herren
- Division 4 – eine Liga
- Division 5 – eine Ligen
- Division 6 – zwei Ligen
- Division 7 – drei Ligen

Daneben organisiert der Verband auch eine Nachwuchsliga und eine Alt-Herren-Liga.

### Damen
- Division 3 – eine Liga
- Division 4 – zwei Liga[1]